# U-136号潜艇 (1941年)
U-136号（德語：U 136）是纳粹德国战争海军建造的568艘VII-C型潜艇（或称U艇）之一。它由不来梅的伏尔铿费格扎克船厂承建，于1941年7月5日下水，至同年8月30日交付使用。第二次世界大战期间，该艇曾执行过三次巡逻作战，共击沉7艘、击伤1艘同盟国或中立国舰船，累积总吨位为34,454吨。1942年7月11日，U-136号在马德拉群岛以西的大西洋遭自由法国驱逐舰豹号、英国护卫舰斯佩号和单桅战船鹈鹕号联合投掷的深水炸弹击沉，艇内45名官兵全数阵亡。

## 设计
VII-C型是VII级潜艇的第三次、也是最有价值的改进型。它搭载了被称为“S装置”的新式主动声呐系统，为了容纳这种新设备，VII-C型的艇体尺寸有所增加，并重新设计了鞍状水舱，在其两侧各增加了一个可提供储备浮力的小型浮舱，有利于潜艇完成快速下潜。U-136号的全长为67.10米，舷宽6.20米、并有4.74米的吃水深度，水上和水下排水量分别为769吨和871吨。该艇采用双轴设计，具有两副直径为1.23米的三叶螺旋桨。在机械系统方面，VII-C型艇也得到了升级：通过艇上配备的燃油过滤系统，柴油机润滑系统的使用受命得以延长，也为不同润滑剂在艇上机械设备上混合使用留足了余地。原先前型艇用于发射鱼雷和主压载舱吹除操作的电动空气压缩机则改为容克斯的柴动压缩机，从而减小了对艇上电气系统的依赖；此外，该型艇还装配了更为现代化的电力转换系统。动力由两台曼恩生产的M6V 40/46型六缸四冲程1,400匹公制馬力（1,000千瓦特）涡轮增压柴油机用于水面运行，以及两台布朗-博韦里提供的GG UB 720/8型375匹公制馬力（280千瓦特）双作用电动发电机用于水下航行；水面最高航速17.7節（32.8每小時），水下7.6節（14.1每小時）；能够在水面以10節（19每小時）航速续航8,500海里（15,700），或以4節（7.4每小時）连续在水下航行80海里（150）而无需充电。
武器装备方面，U-136号装备有五具内置式鱼雷发射管——艇艏四具、艇艉一具。其艇艉的鱼雷发射管设计在耐压壳体内部、两片舵之间，鱼雷可以由此向外发射。在轮机舱甲板下方还配备了用于艇艉的鱼雷装填系统，耐压壳体与甲板室之间一前一后还设计有外置鱼雷贮存装置，因此U-136号可携带14枚G7型鱼雷。但不同于其它批次的C型艇，该艇不设水雷贮存及布设装置。此外，它还搭载有一门配备220发弹药的88毫米35式速射炮以及一门配备1,195发弹药20毫米30式高射炮作为甲板炮。其标准船员编制为4名军官及40－56名水兵。

## 历史
1939年8月7日，海军造舰局将第三批次的五艘VII-C型潜艇（U-132至U-136号）建造合同发包予不来梅的伏尔铿公司。其中U-136号于1940年10月2日开始在费格扎克船厂铺设龙骨，建造序列为15号。经过近九个月的建造，它于1941年7月5日下水，至同年8月16日在首度担任艇长的海军上尉海因里希·齐默尔曼的指挥下交付使用。完成海试后，该艇加入驻但泽的第6潜艇区舰队，先是在波罗的海进行战备训练，进而于1942年1月作为前线艇移驻圣纳泽尔，直到1942年7月11日沉没。
第二次世界大战期间，U-136号曾执行过三次巡逻和两次狼群作战，共击沉7艘、击伤1艘同盟国或中立国舰船，累积总吨位为34,454吨。

### 第一次巡逻
完成战备训练后，齐默尔曼率领U-136号于1942年1月22日06:00从基尔出发执行首次巡逻，并在横渡波罗的海后于当天19:05抵达挪威的克里斯蒂安桑补充淡水。他们于1月24日09:05重新启程，却因大雪而于11:00被迫折返克里斯蒂安桑。在那里，齐默尔曼发现了容克斯压缩机故障。由于克里斯蒂安桑不具备维修条件，U-136号只得于1月26日03:00再次起航，经斯塔万格和科珀維克于1月28日行驶至卑尔根。经过维修，该艇最终于1月30日离开卑尔根，前往赫布里底群岛和法罗群岛以西以及罗科尔浅滩附近的北大西洋游弋。
从2月1日至12日，U-136号曾加入“施莱”狼群，试图根据时任U艇首长卡尔·邓尼茨制定的集群战术，寻求与盟军的护航船队作战，并就此击沉3艘舰船：2月5日22:36，齐默尔曼在爱尔兰的埃里斯角西北偏西约340海里（630）处向正在护送ON-63号护航队的英国轻型护卫舰浆果鹃号发射了三枚鱼雷。后者右舷被一枚鱼雷击中，中雷后立即沉没，造成舰长、3名军官和38名水兵阵亡。2月11日01:33至01:35，U-136号又在冰岛南部向SC-67号护航队发射了四枚鱼雷，并报称击中了两艘轮船和一艘轻巡洋舰，随后发现了残骸和两艘救生艇。事实上，挪威货船海纳号（Heina）和加拿大轻型护卫舰甘松号均被击沉。其中身处72号阵位的海纳号被击中2号舱口下方，严重倾侧，三小时后垂直沉没；甘松号作为护航指挥官的座舰则身处护航队前方右舷，在舰桥附近的艏部左舷被击中后，于五分钟内沉没。由于是漆黑的夜晚，其他船只没有注意到它的失踪，搜救行动直到早上才开始，因此共导致舰长、4名军官和52名水兵阵亡。
2月17日22:17，从HX-174号护航队的12号阵位掉队后失联的英国货轮帝国彗星号，在罗科尔以北约33海里（61）处被U-136号发射的两枚鱼雷击中船艏和船艉。齐默尔曼追逐了该船约两小时，并观察到该船在被鱼雷击中后迅速沉没，船上发生剧烈爆炸。船长、37名船员和8名炮手全部遇难。经过为期三十七天、水面约5,400海里（10,000）和水下210海里（390）的航行，U-136号于3月1日12:20抵达德占法国的圣纳泽尔。

### 第二次巡逻
U-136号的第二次巡逻于1942年3月24日18:05离开圣纳泽尔，前往美国东岸附近的北大西洋游弋，至5月20日10:15返回。在这次为期五十八天、水面7,687海里（14,236）和水下523海里（969）的航行中，该艇共击沉3艘、击伤1艘同盟国和中立国商船。首个受害者是在瞭望角灯塔组成的两列（由7艘油轮和1艘货船组成）向海护航纵队的领头船、来自美国的阿克斯特尔·J·拜尔斯号（Axtell J. Byles）。齐默尔曼于4月19日00:34在北卡罗来纳州的温布尔浅滩对开约4海里（7.4）向护航队发射四枚鱼雷。护航飞机发现了鱼雷的轨迹并向所有船只发出警报。拜尔斯号立即向左急转舵并加速，但航速仍然太慢。一枚鱼雷击中了舰桥前部右舷的2号贮油舱。爆炸在船侧炸出一个大洞，水线上方和下方均有穿孔，严重损坏了舰桥和船舯部的建筑物。油轮向船艏下沉，6号贮油舱前面的所有舱室均被水淹没，但并未沉没。它于傍晚自行抵达汉普顿锚地并进行了修复。4月24日23:48，无护航的英国货轮帝国鼓手号在纽约东南方向约280海里（520）处以11.5節（21.3每小時）的速度沿锯齿形航线行驶时，被U-136号发射的两枚鱼雷之一击中左舷1号货舱。爆炸炸飞了舱盖，货舱进水导致船头轻微侧倾。由于船上有危险货物，船长、34名船员和6名炮手立即乘坐所有四艘救生艇弃船。至25日00:08，帝国鼓手号的舯部左舷再被一枚鱼雷击中，约五分钟后从船艏垂直沉没。潜艇在船沉没后不久浮出水面，询问二副救生艇上的幸存者，然后调查了残骸，发现残骸中有许多汽车轮胎和装有炸药的箱子，便离开了。
4月28日15:35，无护航的荷兰货轮芦竹号（Arundo）在安布罗斯灯船以南约15海里（28）处被齐默尔曼发射的一枚鱼雷击中。鱼雷击中了舰桥下方的右舷，炸飞了舱盖，导致船身向艏部下沉，并于五分钟内倾覆沉没。与此同时，由于发现了一艘飞行艇，仍然潜行的U-136号遂撤离该水域。芦竹号是在四小时前与另两艘商船和美国驱逐舰利号一起离开纽约，但随后继续独立航行，其他船舰则组成一个小型护航队南行。这些船舰在约5海里（9.3）外目睹了沉没，驱逐舰立即赶赴现场，短暂尝试寻找潜艇，并在救起所有幸存者后返回船队。5月8日01:33，无护航且无武装的加拿大斯库纳帆船米尔德里德·宝林号（Mildred Pauline）在新斯科舍东南约425海里（787）处遭U-136号用甲板炮发射的102发炮弹击沉。齐默尔曼曾于00:20向该船发射一枚鱼雷但未能命中。

### 第三次巡逻
1942年6月29日，U-136号在齐默尔曼的指挥下从圣纳泽尔出发执行第三次巡逻，从此再未归航。自7月3日起，该艇曾加入“鲨鱼”狼群作战。然而，它尚未及取得战功，便于7月11日在马德拉群岛以西的大西洋中部遭三艘盟军舰艇——自由法国驱逐舰豹号、英国护卫舰斯佩号和单桅战船鹈鹕号联合拦截。对方巧妙地利用了雷达和高频定向仪手段，并通过投掷深水炸弹将U-136号击沉，沉没地点大致位于33°30′N 22°52′W / 33.500°N 22.867°W处。包括齐默尔曼在内的全艇45名官兵全数阵亡。

## 袭击历史摘要
| 日期          | 船名                  | 船籍         | 吨位  | 结局 |
| ------------- | --------------------- | ------------ | ----- | ---- |
| 1942年2月5日  | 浆果鹃号              | 英國皇家海軍 | 925   | 击沉 |
| 1942年2月11日 | 海纳号                | 挪威         | 4,028 | 击沉 |
| 1942年2月11日 | 甘松号                | 加拿大海軍   | 925   | 击沉 |
| 1942年2月17日 | 帝国彗星号            | 英国         | 6,914 | 击沉 |
| 1942年4月19日 | 阿克斯特尔·J·拜尔斯号 | 美国         | 8,955 | 击伤 |
| 1942年4月24日 | 帝国鼓手号            | 英国         | 7,244 | 击沉 |
| 1942年4月28日 | 芦竹号                | 荷蘭         | 5,163 | 击沉 |
| 1942年5月8日  | 米尔德里德·宝林号     | 加拿大       | 300   | 击沉 |

## 脚注
1. ↑  威廉生，第11頁.
2. ↑  加洛普，第74頁.
3. 1 2  Gröner 1991，第43–46頁.
4. ↑  加洛普，第72頁.
5. 1 2  . U-Boot-Archiv.   [2025-05-08].
6. ↑  Helgason, Guðmundur. . German U-boats of WWII - uboat.net.   [2025-05-08].
7. 1 2  Helgason, Guðmundur. . German U-boats of WWII - uboat.net.   [2025-05-08].
8. ↑  Helgason, Guðmundur. . German U-boats of WWII - uboat.net.   [2025-05-08].
9. ↑  Helgason, Guðmundur. . German U-boats of WWII - uboat.net.   [2025-05-08].
10. ↑  Helgason, Guðmundur. . German U-boats of WWII - uboat.net.   [2025-05-08].
11. ↑  Helgason, Guðmundur. . German U-boats of WWII - uboat.net.   [2025-05-08].
12. ↑  Helgason, Guðmundur. . German U-boats of WWII - uboat.net.   [2025-05-08].
13. ↑  Helgason, Guðmundur. . German U-boats of WWII - uboat.net.   [2025-05-08].
14. ↑  Helgason, Guðmundur. . German U-boats of WWII - uboat.net.   [2025-05-08].
15. ↑  Helgason, Guðmundur. . German U-boats of WWII - uboat.net.   [2025-05-08].
16. ↑  Helgason, Guðmundur. . German U-boats of WWII - uboat.net.   [2025-05-08].
17. ↑  Helgason, Guðmundur. . German U-boats of WWII - uboat.net.   [2025-05-08].
18. ↑  Helgason, Guðmundur. . German U-boats of WWII - uboat.net.   [2025-05-08].
19. ↑  Blair，第774頁.